# Alejandría
Alejandría es una ciudad del norte de Egipto, en la zona más occidental del delta del Nilo, sobre una loma que separa el lago Mariout del mar Mediterráneo. Es capital de la gobernación del mismo nombre, y el principal puerto del país. Además, se trata de la segunda ciudad más importante de Egipto tras El Cairo. Fundada por Alejandro Magno en el año 331 a. C. en una estratégica región portuaria, se convirtió en pocos años en el centro cultural del mundo antiguo.

## Geografía física

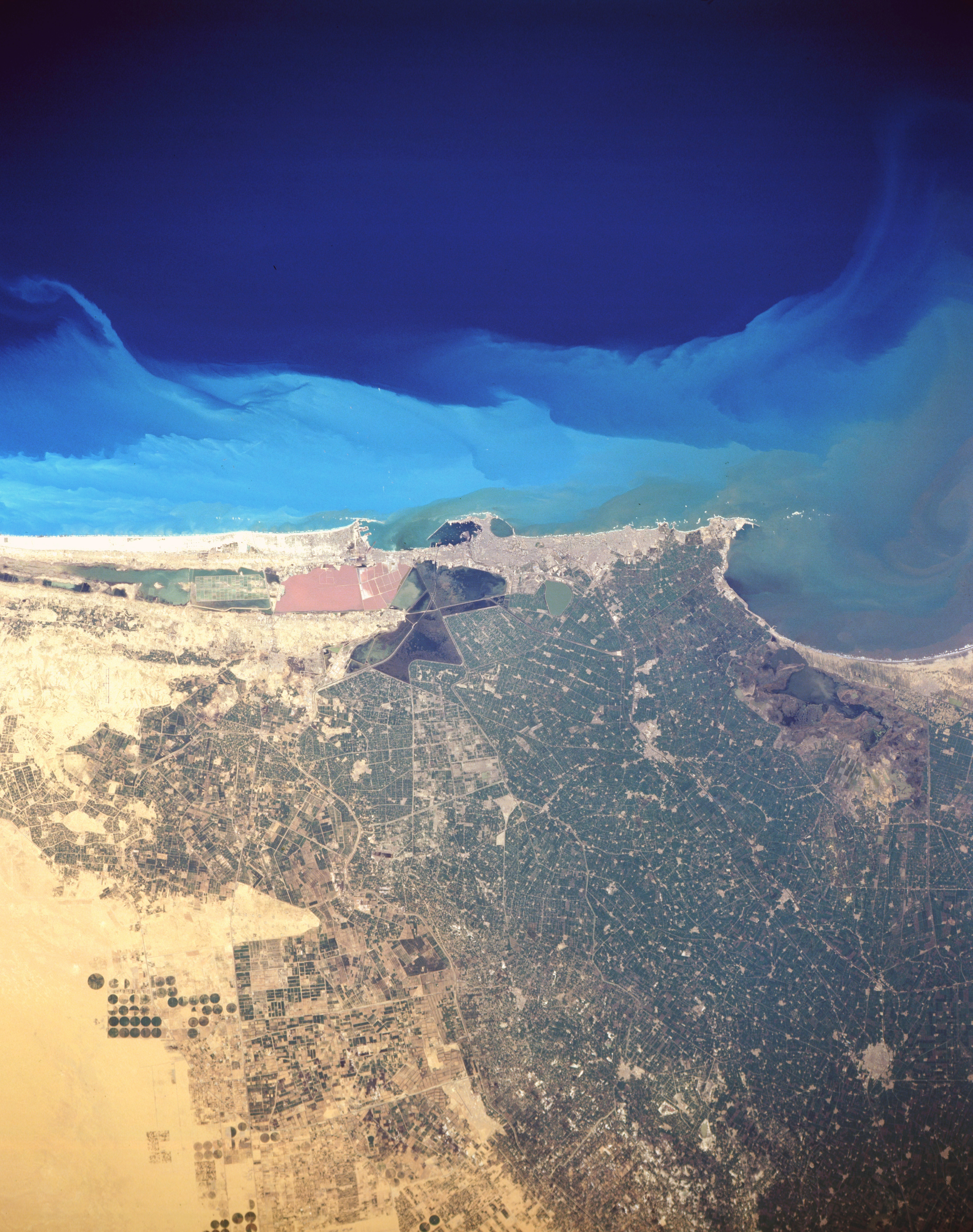
Fotografía desde satélite de Alejandría en 1990

Está asentada sobre una península y se extiende hasta la isla de Faros y por tierra firme se extiende al sur del puerto oriental. Esta parte continental está habitada por europeos mientras que en la parte de la península se encuentra el barrio egipcio. 

### Ciudad portuaria
Desde la antigüedad han existido en Alejandría dos puertos. En 1870 se construyó una escollera, reformada en 1906, que ha ampliado el puerto occidental convirtiéndolo en el mejor del Mediterráneo oriental, que soporta el 80% del tráfico marítimo exterior de Egipto, ya que puede acoger hasta 250 buques de gran calado, y en donde está la terminal del oleoducto Suez-El Cairo-Alejandría, con una refinería de petróleo y el centro comercial, la aduana y numerosos almacenes. También se usa como base por los barcos pesqueros. El puerto oriental se ha convertido en puerto deportivo.
El edificio religioso más importante de la ciudad es la Mezquita de Abu al-Abbas al-Mursi, un jeque murciano del siglo XIII, patrón de los pescadores alejandrinos.

## Historia

### Fundación de Alejandría, 331 a.C.

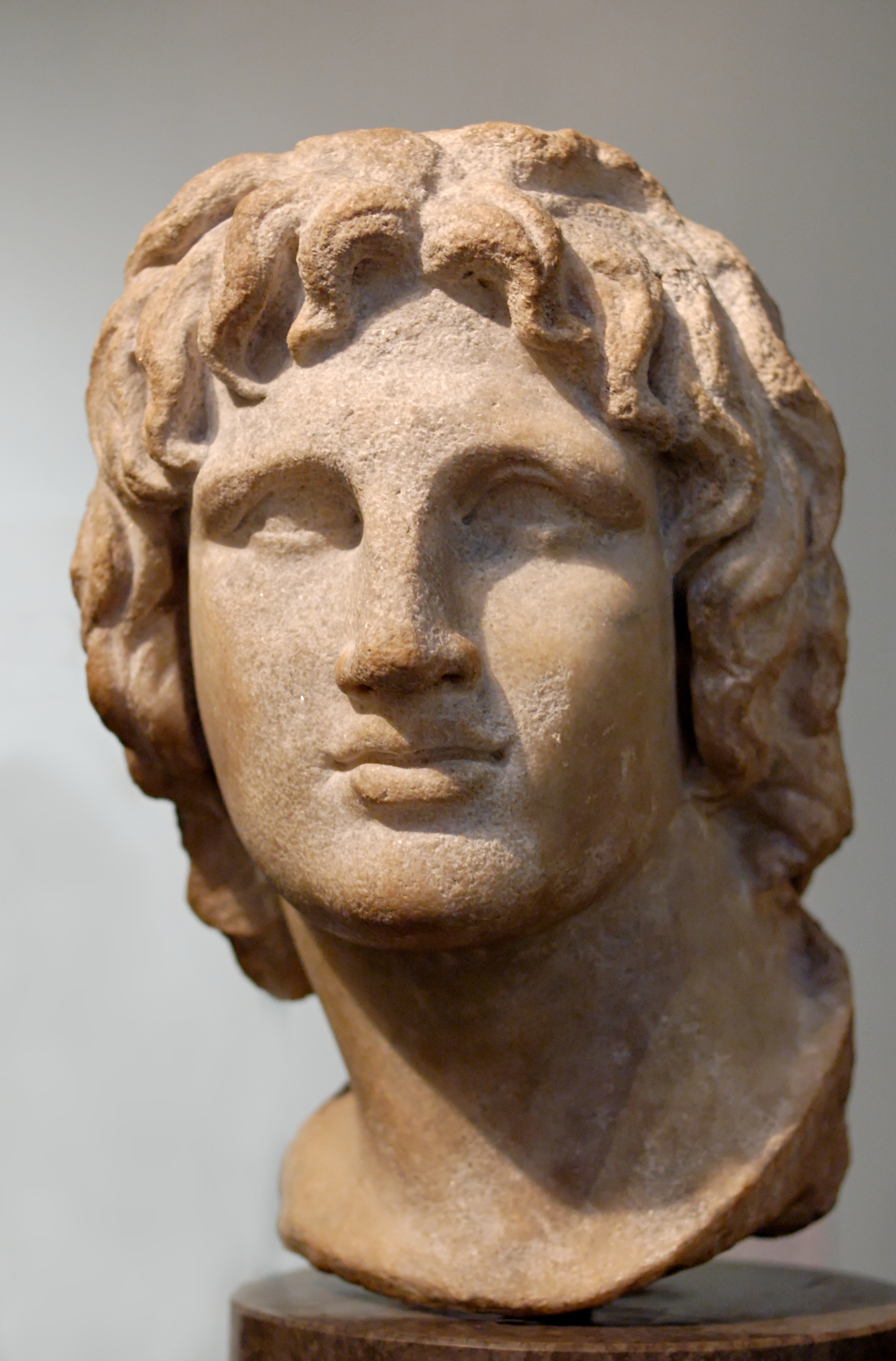
Alejandro Magno, fundador de Alejandría

En el año 332 a. C., Egipto estaba bajo el dominio Imperio aqueménida. Ese mismo año, Alejandro Magno entró triunfante en Egipto como vencedor del rey persa Darío III y los egipcios lo aceptaron y lo aclamaron como libertador y lo proclamaron faraón. Hay que tener en cuenta además, que en Egipto había desde mucho tiempo atrás gran cantidad de colonias griegas y que por lo tanto no eran considerados extranjeros.[cita requerida]
En abril de 331 a. C., fundó la ciudad que llevaría su nombre en un lugar del delta del Nilo, sobre un poblado llamado Racotis habitado por un puñado de pescadores. La elección del emplazamiento fue muy afortunada pues estaba al abrigo de las variaciones que pudiera tener el río Nilo, y por otro lado, lo suficientemente cerca de su curso como para que pudiesen llegar a través de sus aguas las mercancías destinadas al puerto, a través de un canal que unía el río con el lago Mareotis y el puerto.
Al este de Alejandría en la antigüedad (donde ahora está la bahía de Abu Kir) hubo varias islas y pantanos donde desde el siglo VII a. C. existían importantes ciudades como Canopo y Heracleion. Esta última fue redescubierta recientemente bajo el agua.
El lugar estaba frente a una isla llamada Faro, que con el tiempo y las múltiples mejoras que se harían quedaría unida por un largo dique a la ciudad de Alejandro. El arquitecto que realizó esta obra se llamaba Dinócrates de Rodas. El dique tenía una longitud de siete estadios (185 m cada estadio), por lo que se le llamó Heptastadio (en griego: ἑπταστάδιoς). La construcción del dique conformó dos puertos, a ambos lados: el Gran puerto hacia el este, el más importante; y el Puerto del buen regreso (Εύνοστος), al oeste, que es el que continúa utilizándose en la actualidad. 
En los amplios muelles del gran puerto atracaban barcos que habían surcado el Mediterráneo y el Atlántico. Traían mercancías que se apilaban en los muelles: lingotes de bronce de la península ibérica, barras de estaño de Bretaña, algodón de las Indias, sedas de China. El famoso faro construido en la isla de Faro por Sóstrato de Cnido, en 280 a. C., dispuso en su cúspide un fuego permanentemente alimentado que guiaba a los navegantes, hasta 1340, cuando fue destruida la edificación.
El arquitecto Dinócrates se ocupó también del trazado de la ciudad y lo hizo según un plan hipodámico, sistema que se venía utilizando desde el siglo V a. C.: una gran plaza, una calle mayor de treinta metros de anchura y seis kilómetros de largo que atravesaba la ciudad, con calles paralelas y perpendiculares, cruzándose siempre en ángulo recto. Se construyeron barrios, semejantes a los que levantaron los españoles en las ciudades hispanoamericanas, las llamadas cuadras. Las calles tenían conducciones de agua por cañerías. Administrativamente se dividió en cinco distritos, cada uno de los cuales llevó como primer apelativo una de las cinco primeras letras del alfabeto griego. Cuando Alejandro se marchó de Egipto para continuar sus luchas contra los persas dejó como administrador de Alejandría a Cleómenes de Náucratis.
Fue una ciudad opulenta. Los Ptolomeos construyeron un palacio de mármol con un gran jardín en el que había fuentes y estatuas. Al otro lado de ese jardín se levantaba otro edificio construido en mármol al que llamaban Museion (Μουσείον). Fue una innovación del rey  Ptolomeo I Sóter y en él se reunía todo el saber de la época. El museo tenía una gran biblioteca. Cerca de este edificio se levantaba el templo de Serapis, el nuevo dios greco-egipcio. En el centro de la ciudad se hallaban la Asamblea, las plazas, los mercados, las basílicas, los baños, los gimnasios, los estadios y demás edificios públicos y necesarios para las costumbres de aquellos siglos. Los habitantes de esta magnífica ciudad eran en su mayoría griegos de todas las procedencias. También había una colonia judía y un barrio egipcio, de pescadores, el más pobre y abandonado de la gran urbe.
Alejandría se convirtió pronto en el centro de la cultura griega en la época helenística, pero aún con todo, solo se helenizó a las altas esferas y la administración; se mantuvo el arte y la arquitectura mayormente egipcia, con pequeños rasgos e influencias griegas. Era tan grande la separación cultural, que la única persona de toda la dinastía de Ptolomeo I que hablaba egipcio, la lengua de la mayor parte de su pueblo, fue Cleopatra, la última de los faraones. Tan importante llegó a ser y tan grandiosa que la llamaron Alexandria ad Aegyptum, es decir, "Alejandría que está cerca de Egipto", perdiendo importancia el resto del país.

### El sueño de Alejandro

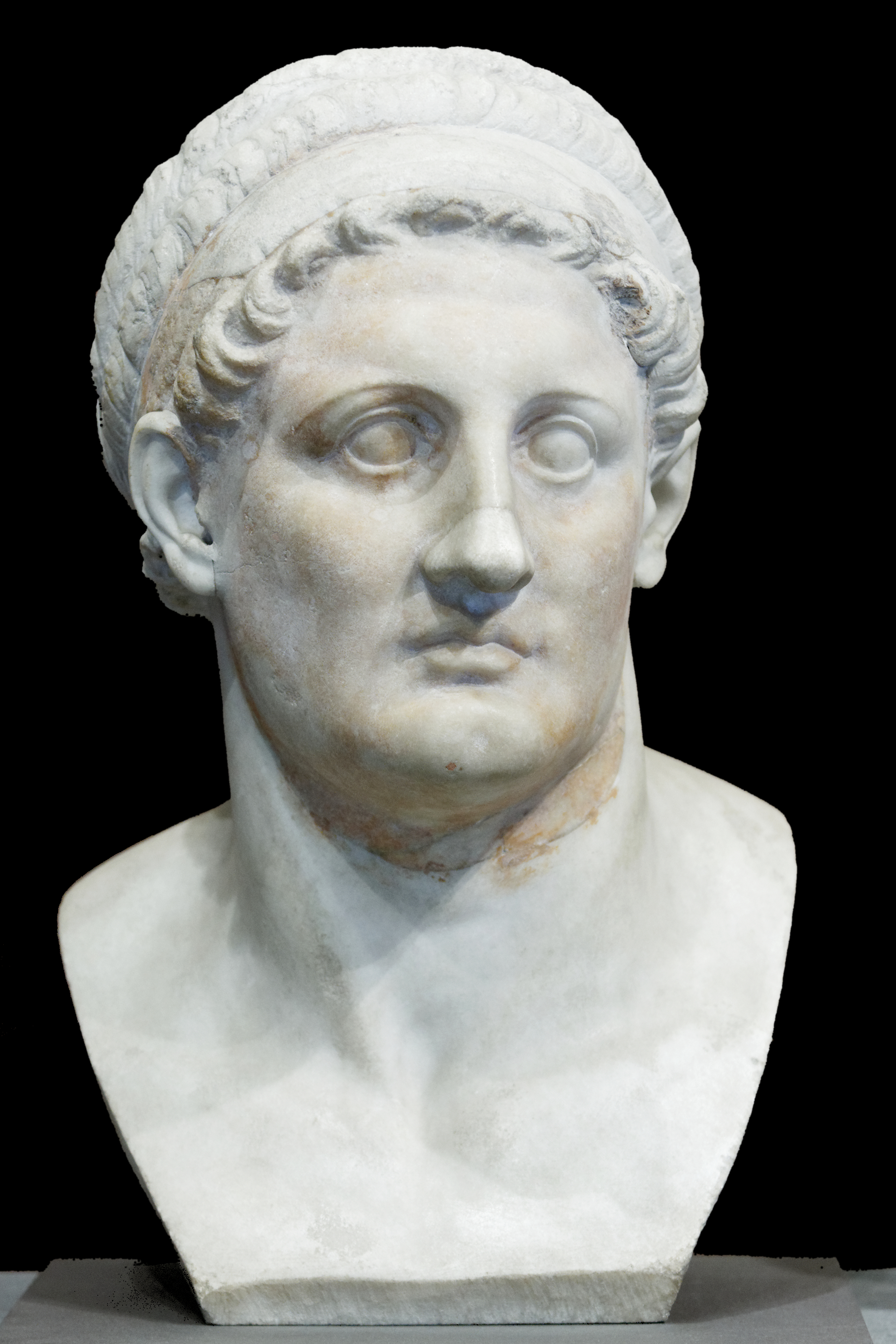
Ptolomeo I, amigo de la infancia de Alejandro Magno y uno de sus principales generales, tras su muerte heredó Egipto y comenzó con las grandes obras, como la Biblioteca de Alejandría y una de las maravillas del Mundo Antiguo, el Faro de Alejandría. Su reinado dio inicio a la Dinastía Ptolemaica (323 a. C.- 30 a. C.)

El escritor griego Plutarco (c. 46-125), que escribió la biografía de Alejandro Magno, cuenta cómo este se inspiró para tomar la determinación de fundar la ciudad en este sitio. Según parece, tuvo un sueño en el que se le apareció un anciano de cabellos muy blancos y que le recitaba insistentemente cierto pasaje de la Odisea: "Hay a continuación una isla en el mar turbulento, delante de Egipto, que llaman Faros (Φάρος)". Cuando se levantó quiso ir a la isla y se dio cuenta de su situación privilegiada y más aún si, por medio de un dique, se la unía a la costa. Entonces, mandó traer harina para marcar él mismo el enclave de la futura Alejandría (pues no se disponía del yeso con que solía hacerse) y él mismo dibujó el círculo en forma de manto macedonio. Ni bien había terminado, empezaron a llegar desde el río y desde el mar pájaros grandes y diversos que se dedicaron a comer toda la harina esparcida. Cuando vio lo que estaba ocurriendo, Alejandro se turbó muy preocupado pensando que se trataba de un mal augurio. Pero Aristandro, el vidente que lo acompañaba, supo interpretar el buen augurio y afirmó que el proceder de los pájaros pronosticaba que la ciudad sería tan rica y próspera que podría nutrir a todos los hombres de todas las razas.

### El Museion
Ptolomeo I mandó construir el gran palacio que serviría de alojamiento a toda la dinastía ptolemaica. Su hijo, Ptolomeo II Filadelfos fue el impulsor y creador del edificio levantado al otro lado del jardín y conocido desde el principio con el nombre de museo. Le llamaron así por respeto a la sabiduría, porque lo consideraron como un santuario consagrado a las musas, que eran las diosas de las artes y de las ciencias. Se considera como el establecimiento científico más antiguo del mundo, con una Universidad de enseñanza superior.

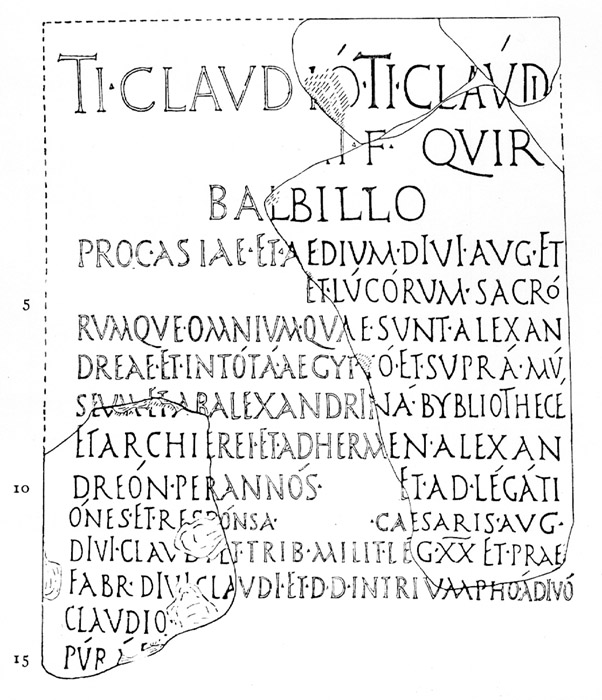
Tablilla romana del 56 a. C., mencionando la Biblioteca de Alejandría.

El edificio constaba de varios apartados dedicados al saber, que con el tiempo fueron ampliándose y tomando gran importancia. Uno de esos apartados se dedicó a biblioteca y fue quizás el que más creció y el que más fama adquirió en el mundo de la antigüedad. Había también un jardín botánico con plantas de todos los países conocidos, una colección zoológica, un observatorio astronómico y una sala de anatomía donde se hacía la vivisección en cuerpos de criminales y donde, durante algún tiempo, se llegaron a disecar cadáveres. Contenía habitaciones a modo de residencia para sabios, gramáticos y médicos y todos los gastos corrían por cuenta de los reyes que estaban orgullosos de esta institución y comían muchas veces allí en su compañía. Los sabios además de investigar y estudiar, daban conferencias y lecciones a los jóvenes que quisieran aprender. En Alejandría llegó a haber hasta 14 000 estudiantes. Allí vivieron los famosos gramáticos alejandrinos que determinaron las leyes de la retórica y la gramática, los famosos geógrafos que diseñaron mapas del mundo y los famosos filósofos cuyo grupo acabó fundando una especie de religión.

Entre los grupos de sabios se encontraban personajes tan famosos en la Historia como Arquímedes (ciudadano de Siracusa), Euclides, que desarrolló allí su geometría; Hiparco de Nicea, que explicó a todos la trigonometría y defendió la visión geocéntrica del Universo, enseñó que las estrellas tienen vida, que nacen y después se van desplazando a lo largo de los siglos y finalmente, mueren; Aristarco de Samos, que defendió todo lo contrario, es decir, el sistema heliocéntrico (movimiento de la Tierra y los demás planetas alrededor del Sol); Eratóstenes, que escribió una geografía y compuso un mapa bastante exacto de "el mundo conocido", consiguiendo medir la circunferencia terrestre con un error inferior al 1%; Herófilo de Calcedonia, un fisiólogo que llegó a la conclusión de que la inteligencia está en el cerebro y no en el corazón; Apolonio de Perge, gran matemático; Herón de Alejandría, un inventor de cajas de engranajes y también de unos aparatos de vapor asombrosos (es el autor de la obra Autómatas, la primera obra que conocemos en el mundo sobre los robots), etc.  
| r · Z1 · a | A35 | t · niwt |

| r · Z1 · a | A35 | t · niwt |

Más tarde, ya en el siglo II, allí mismo trabajaron y estudiaron el astrónomo y geógrafo Claudio Ptolomeo y el médico Galeno, que escribió bastantes obras sobre el arte de la curación y sobre la anatomía; sus enseñanzas y sus teorías fueron seguidas hasta muy entrado el Renacimiento. 
En el siglo III a. C. nació en este templo del saber una nueva ciencia: la alquimia, basada en la sabiduría y conocimientos de los egipcios sobre las sustancias materiales y en las teorías griegas sobre los elementos. Esta ciencia fue el embrión de lo que siglos más tarde sería la química, cuyas bases como ciencia experimental sentó Antoine Laurent Lavoisier.

### Escuela de Alejandría

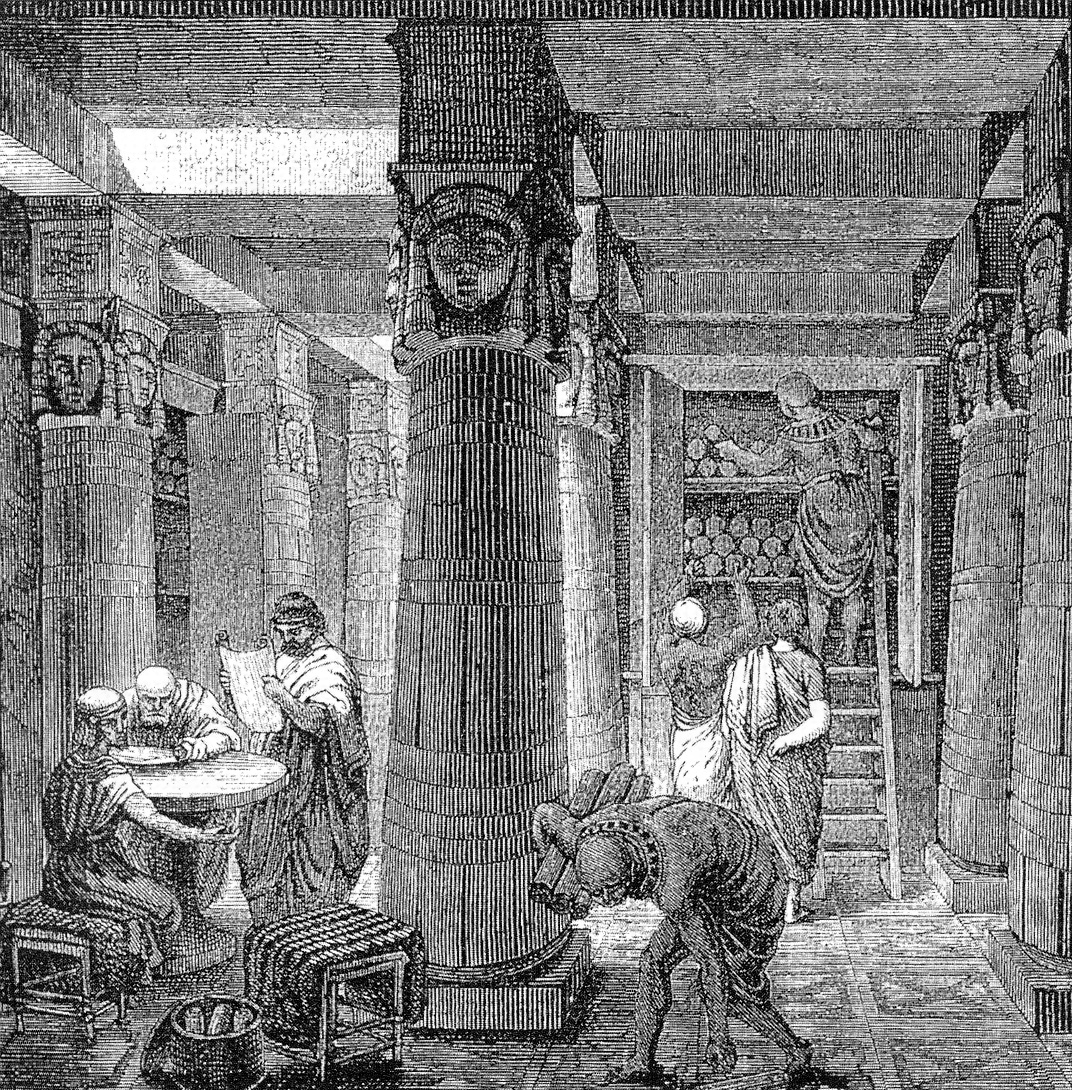
La biblioteca de Alejandría fue uno de los iconos del Saber y la Ciencia más importantes de la Antigüedad. Durante el reinado de Cleopatra, se llegó a albergar alrededor de un millón de volúmenes de tratados sobre ciencias, arte y religiones, cuna de notables filósofos y cientistas

La denominación Escuela de Alejandría, en filosofía, se ha empleado en tres sentidos:
Se denomina así a una corriente de la filosofía neoplatónica que se desarrolló entre los siglos III y VII en la ciudad, con ciertos vínculos con la escuela neoplatónica ateniense, caracterizada por la erudición, el sincretismo y el eclecticismo, incluso tendiendo puentes con el cristianismo, alternando con estallidos de violencia. A ella pertenecen, entre otros, Olimpiodoro e Hipatia.
Se da también este nombre a la filosofía de Filón de Alejandría, judío, que en el siglo I a. C. interpretó la Biblia aplicando los métodos del platonismo y del estoicismo. Es la escuela filosófica seguida por los pensadores cristianos alejandrinos o vinculados a esta ciudad, de los siglos II y III, cuyas ideas tienen una poderosa influencia en toda la teología del cristianismo primitivo. Los principales representantes de esta llamada escuela catequística de Alejandría fueron Clemente de Alejandría (filósofo cristiano griego) y Orígenes (Padre de la Iglesia, alejandrino). Según el Diccionario filosófico de Mark Rosental y Pavel Iudin, es a esta escuela de Filón y los primeros cristianos alejandrinos a la que corresponde en rigor el apelativo de escuela de Alejandría.
En un sentido más amplio, hasta comienzos del siglo XIX recibieron el nombre de escuela de Alejandría las escuelas filosóficas, científicas, geográficas y lingüísticas que surgieron y se desarrollaron principalmente en la ciudad durante los primeros siglos e influyeron en otras ciudades con ideas eclécticas y del neopitagorismo pagano tanto como el conjunto de las corrientes neoplatónica y el pensamiento filosófico del judaísmo y del cristianismo primitivo. En ese conjunto muy diverso de ideas y tendencias destacaron Aristarco de Samos (astrónomo y matemático griego), Hiparco de Nicea (astrónomo, geógrafo y matemático griego), Claudio Ptolomeo (geógrafo y matemático greco-egipcio), Diofanto (matemático greco-egipcio), Eratóstenes (matemático, astrónomo y geógrafo griego, quien calculó la circunferencia de la Tierra), Ammonio Saccas (fundador del neoplatonismo ateniense), Filón de Alejandría (filósofo judío greco-egipcio) y Clemente de Alejandría.

### Alejandría romana, 30 a.C.
Julio César, a petición de Cleopatra, tomó el control de las fuerzas de la ciudad (Sitio de Alejandría (47 a. C.)), para zanjar la guerra dinástica entre la reina y su hermano (y corregente) Ptolomeo XIII. Durante la batalla en el mar se produjo un incendio en Alejandría, en el cual ardieron algunos almacenes de libros en el puerto, pero no está claro si llegó a la Gran Biblioteca. Después de asegurar a Cleopatra en el trono egipcio y casarla estratégicamente con su hermano mucho menor, Ptolomeo XIV, Julio César regresó a Roma. Julio César y Cleopatra mantenían un estrecho vínculo amoroso, y dejaron descendencia, Cesarión. A la muerte de Julio César, le sucede su sobrino e hijo adoptivo, Octavio Augusto. Cleopatra y Marco Antonio inician un vínculo amoroso, y paralelamente se libra una disputa entre Marco Antonio y Octavio, que pretendía el reino de Egipto (repercutiendo en la batalla de Alejandría (30 a. C.)). Derrotado, muere Marco Antonio, y Octavio visita a Cleopatra. La reina, al ver que no tenía posibilidades de presentar batalla, se suicida, haciéndose morder por una serpiente. De esta manera, Octavio toma de la ciudad en el año 30 a. C., y convirtió Egipto (último bastión no romano del Mundo conocido), en provincia romana, y en propiedad particular suya, acabando así con la independencia del país. 

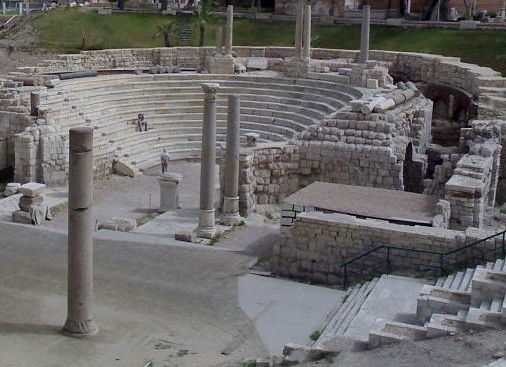
Anfiteatro de Alejandría

Los romanos convirtieron al país en el granero del Imperio, con lo que aumentó la importancia de la ciudad, en cuyos almacenes debía depositarse toda la cosecha: cada año, debía enviarse a Roma una cantidad de trigo que era el equivalente a la tercera parte de su abastecimiento, cantidad y precio que se fijaba en la bolsa de Alejandría por la annona egipcia. Para mantener aislado al país, se prohibió el uso de la moneda romana, que debía cambiarse por la local de Alejandría. Todas estas disposiciones convirtieron a la ciudad en una próspera metrópolis con varios cientos de miles de habitantes, cosmopolita y centro financiero de la zona.
Durante el período romano la ciudad experimentó numerosos desastres militares: sufrió parte de la guerra de Kitos en el 117 durante Trajano, luego fue saqueada por un capricho de Caracalla en 215, después destrozada por Valeriano en 253, posteriormente conquistada por las tropas de Zenobia, reina de Palmira en 269, y reconquistada por Aureliano en 273, quien saqueó y destruyó completamente el Bruchión, desastre que dañó el Museo y la Biblioteca (se dice que en aquella ocasión los sabios griegos se refugiaron en el Serapeo, que nunca sufrió con tales desastres, y otros emigraron a Bizancio). Finalmente, en 297 la revuelta del usurpador Lucio Domicio Domiciano acabó con Alejandría, tomada y saqueada por las tropas de Diocleciano, tras ocho meses de asedio (victoria conmemorada por el llamado «Pilar de Pompeyo»). Se dice que tras la capitulación de la ciudad, Diocleciano ordenó que la carnicería continuara hasta que la sangre llegara a las rodillas de su caballo, librando a los alejandrinos de la muerte la caída accidental de este, al resbalar en un charco de sangre.
Además hubo en el período varios desastres naturales.Particularmente devastador fue el terremoto de Creta en julio del 365, que fue seguido horas después de un tsunami que devastó particularmente en las costas de Libia y Alejandría. Hubo alrededor de 50 000 víctimas. El equipo de Franck Goddio del Institut Européen d´Archéologie Sous-Marine, ha encontrado en el fondo de las aguas del puerto cientos de objetos y pedazos de columnas que demuestran que al menos el veinte por ciento de la ciudad de los Ptolomeos se hundió en las aguas, incluyendo el Bruchión, supuesto enclave de la Biblioteca.
En 616 los persas de Cosroes II tomaron la ciudad.

### El cristianismo,sigloId.C.

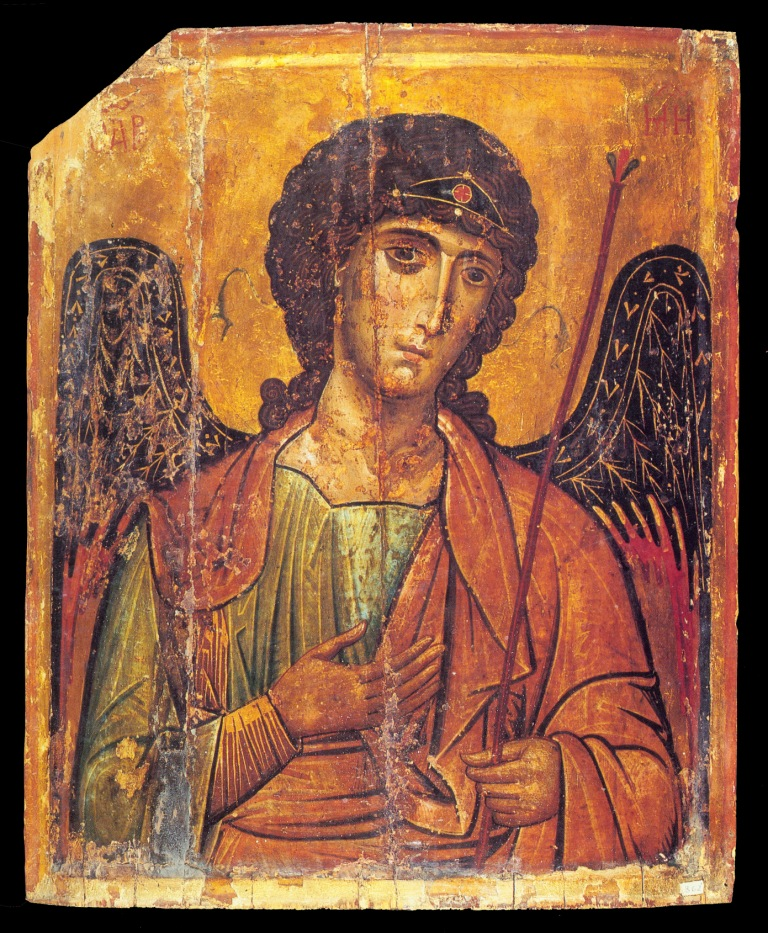
Arte copto: Arcángel San Miguel.

Una tradición muy antigua asegura que el primer cristiano que llegó a Alejandría para predicar la nueva religión fue san Marcos. Esto sucedía en el año 61 después de Cristo. La misma tradición cuenta que el primer cristiano convertido fue Aniano, de oficio, zapatero. San Marcos le curó la herida de una mano y al mismo tiempo le habló del significado del cristianismo. Desde esos tiempos de predicación, los cristianos de Alejandría y del resto de Egipto mantuvieron una gran tradición evangélica. San Marcos fue perseguido bajo el mandato del emperador Nerón y en el año 68 fue martirizado y muerto. Desde entonces hasta la época del emperador Trajano (comienzos del siglo II), los cristianos tuvieron que ocultar sus creencias, amenazados por las persecuciones. A partir de este momento se les permitió con tolerancia extenderse por toda la ciudad de Alejandría y poco a poco, a lo largo de todo el valle del Nilo.
En el siglo II, Panteno y, posteriormente, Clemente de Alejandría y su discípulo Orígenes establecieron en esta ciudad un verdadero semillero de teólogos, hasta tal punto que el resto de la cristiandad les miraba con cierto recelo. Es la que se conoce como Escuela catequística de Alejandría. Al llegar al siglo IV, con el emperador Constantino I el Grande, existían graves disensiones cristianas en el norte de África y en Alejandría. Las tensiones con el resto de la comunidad cristiana condujeron al cisma con la aparición además del presbítero Arrio y su doctrina el arrianismo. Por esta razón, el emperador convocó el concilio de Nicea, donde se establecieron las bases del credo (declaración resumida de la fe católica).
Por otra parte, se desencadenó una abierta rivalidad entre las dos ciudades más importantes del momento: Constantinopla y Alejandría. Esta rivalidad afectó bastante a los eternos debates teológicos sobre la naturaleza o naturalezas de Cristo. Era la “guerra” entre los monofisitas y los ortodoxos de Calcedonia.
Pero las luchas y disputas entre cristianos continuaron sin remedio y ya en el siglo VI, en el año 553, en el segundo concilio de Constantinopla, con el emperador romano Justiniano I al frente, fue declarada herética la ortodoxia de los cristianos de Alejandría que seguían enfrentados a los cristianos de Calcedonia. En los últimos años de mandato de este emperador, los monofisitas de Siria empezaron a organizar su iglesia separada del resto de los cristianos, con una estructura propia.
Cuando el pueblo árabe musulmán llegó en plan de conquista a Egipto en el 641 dieron el nombre de qubt al cristiano de Alejandría. Esta es la palabra que nosotros conocemos como copto. El símbolo de la cruz de Cristo se empezó a emplear en Alejandría, entre los cristianos coptos, fue una costumbre que nació allí; se sabe que no existía en las catacumbas ni en el lábaro de Constantino que llevaba un crismón.
Los cristianos coptos son la mayor religión en esta región del norte de Egipto, aunque en el siglo XIX, los misioneros católicos y protestantes convirtieron algunos de los seguidores ortodoxos a sus respectivas iglesias.

### El islam

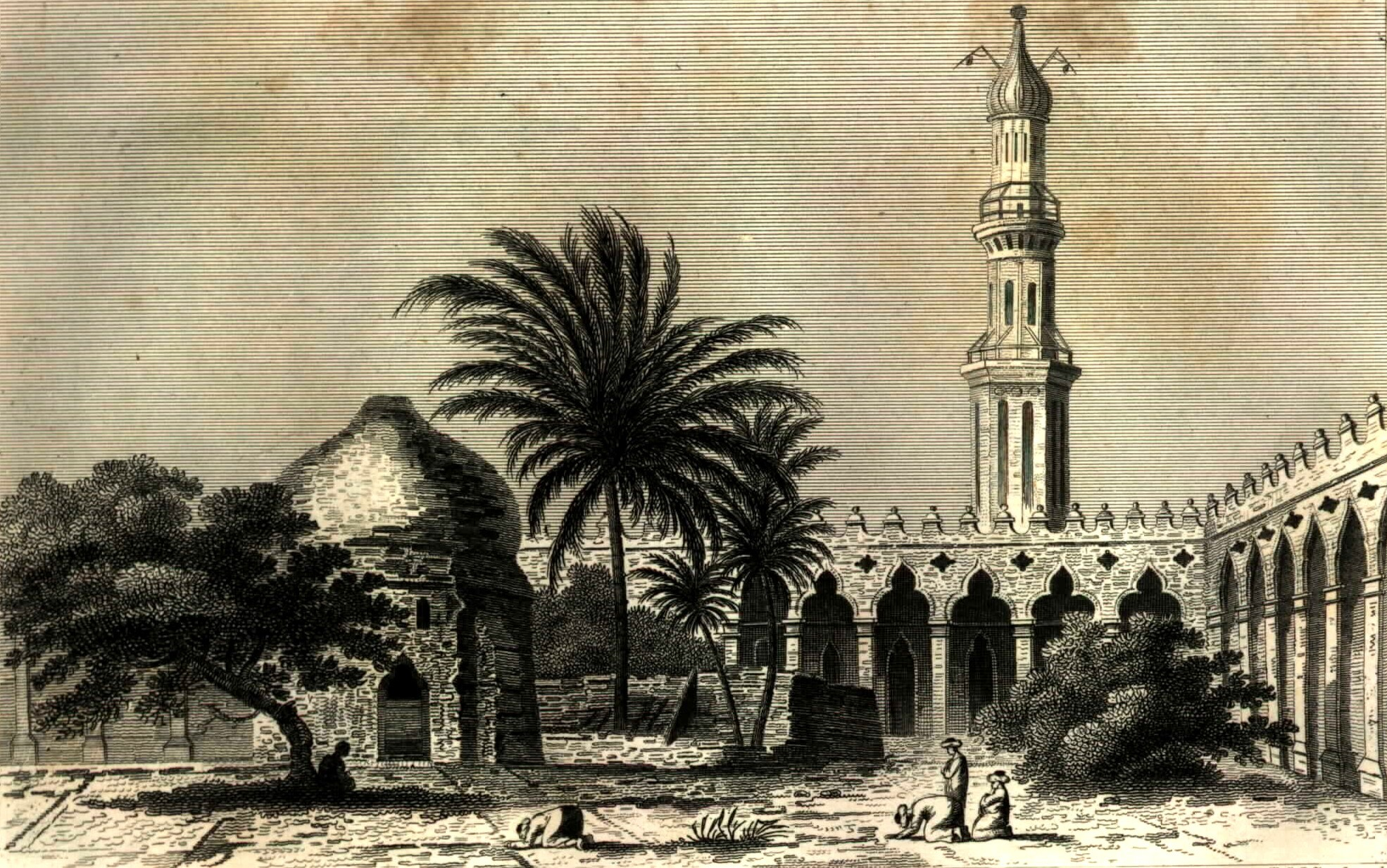
Mezquita de Attarina.

Alejandría seguía siendo una de las mayores metrópolis mediterráneas en el momento de la conquista musulmana. Su patriarca, Ciro, capituló ante los invasores en abril de 641, al ser derrotadas las fuerzas imperiales locales. Sin embargo, el gobierno imperial no reconoció la capitulación, y sus habitantes se alzaron contra el yugo musulmán. Tras catorce meses de asedio, la ciudad fue conquistada por los musulmanes a finales de 642. El historiador Eutiquio de Alejandría cita una carta escrita el viernes de la luna nueva de Moharram del año vigésimo de la Hégira donde el comandante musulmán Amr ibn al-As, al entrar en la ciudad, se dirigió al segundo sucesor de Mahoma, el califa Umar ibn al-Jattab e hizo un inventario de lo encontrado en la ciudad de Alejandría: «4.000 palacios, 4.000 baños, 12.000 mercaderes de aceite, 12.000 jardineros, 40.000 judíos y 400 teatros y lugares de esparcimiento». El cronista Ibn al-Kifti afirmó en su Crónica de los sabios que en aquel momento fue destruida la Gran Biblioteca. Aunque los árabes pudieran destruir numerosos libros, lo cierto es que ni la Biblioteca ni la biblioteca-hija del Serapeo existían ya por entonces, víctimas de las guerras civiles entre romanos, de los desastres naturales y el fanatismo de los coptos.
Una flota imperial desembarcó en la ciudad a comienzos de 645 para reconquistar Egipto, pero el ejército que transportaba fue derrotado por las superiores fuerzas árabes, y acabó por retirarse. Tras un nuevo y largo asedio, en 646 los árabes tomaron la ciudad por tercera vez, destruyéndola en buena parte para evitar que los bizantinos volvieran a atrincherarse en ella vía marítima. Acabaron así 975 años de pertenencia al mundo grecolatino.
Durante un intervalo, entre 811 y 827, la ciudad estuvo en manos de piratas andalusíes, en cierto modo antecedentes de los almogávares, para retornar a manos árabes. En 828, el cadáver de San Marcos fue recuperado de la ciudad por navegantes venecianos, que lo depositaron en la basílica de San Marcos, construida expresamente para albergar sus restos. 

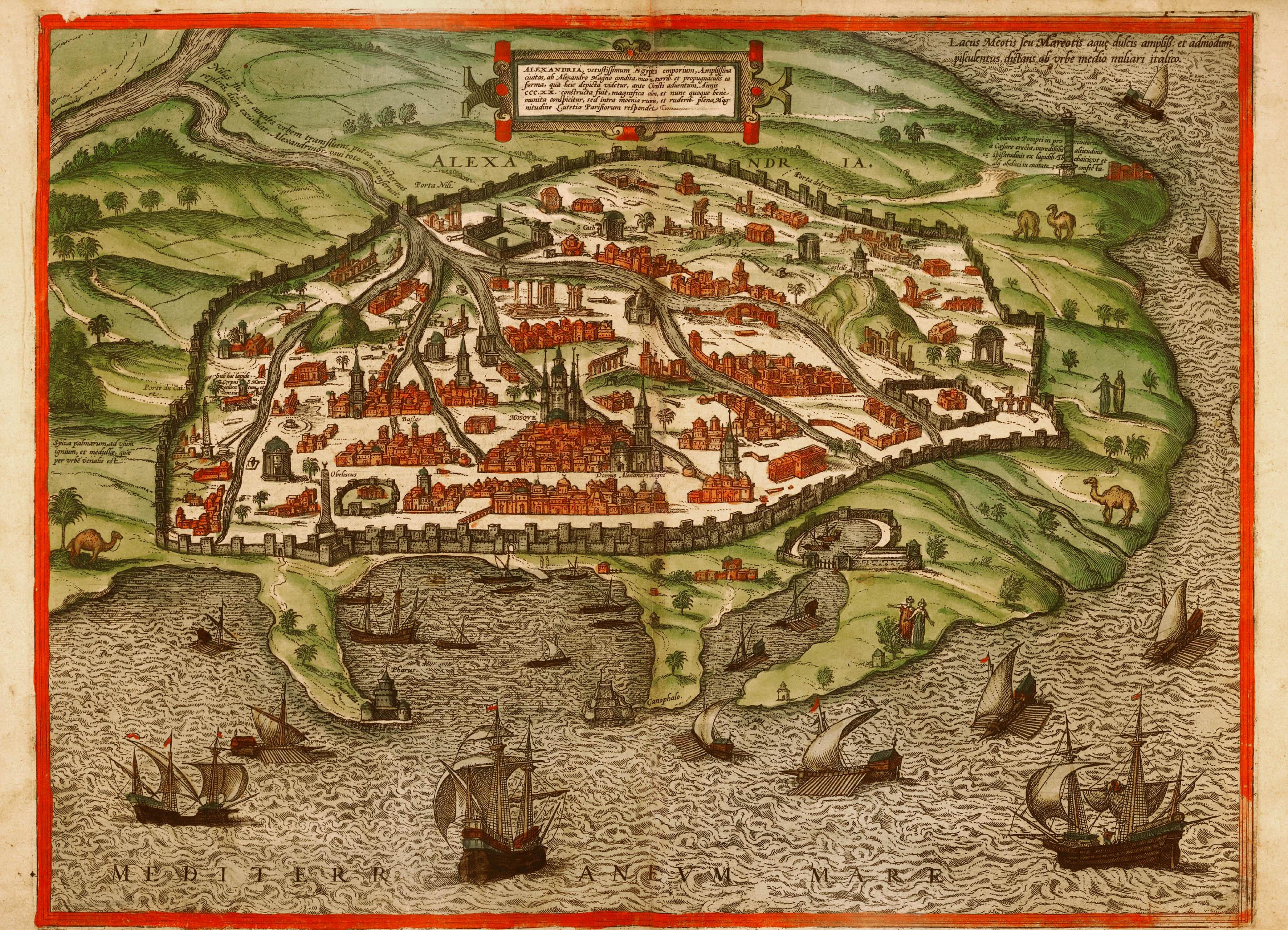
Alejandría hacia finales del o comienzos del (Civitates orbis terrarum)

Tras un largo declive, Alejandría resurgió como gran metrópoli en la época de las Cruzadas y vivió un período floreciente gracias al comercio, con convenios con los aragoneses, genoveses y venecianos que distribuían los productos llegados de Oriente a través del mar Rojo. En 1365 la ciudad fue brutalmente saqueada tras ser tomada por los cruzados dirigidos por el rey Pedro I de Chipre. En los siglos XIV y XV, Venecia eliminó a la competencia y su almacén alejandrino se convirtió en el centro de la distribución de especias hasta que los portugueses abrieron la ruta del Cabo en 1498, fecha que marca el declive comercial, agravado por la invasión turca. Cuando Napoleón entró en la ciudad, era un pueblo medio arruinado de sólo 7000 habitantes. Mehmet Alí la reconstruyó en el siglo XIX, convirtiéndose nuevamente en el gran puerto egipcio. 
El 19 de mayo de 1798, los franceses salen de Toulon con más de 400 barcos, 40 000 hombres y 10 000 marineros y llegan a Alejandría el 30 de junio, el desembarco de tropas se hizo en barcas de remo hasta la noche por lo que se coloca su flota en la amplia bahía de Abukir, donde es destruida por Nelson un mes más tarde, tomando los ingleses el control del puerto Alejandría y dando fin a la expedición francesa.
La flota británica bombardeó el puerto en el año 1882, lo que provocó un gran incendio y el saqueo de las ruinas por parte de los beduinos. Al cabo de un mes desembarcó un gran ejército británico que restauró el orden y dio inicio el protectorado británico sobre Egipto.

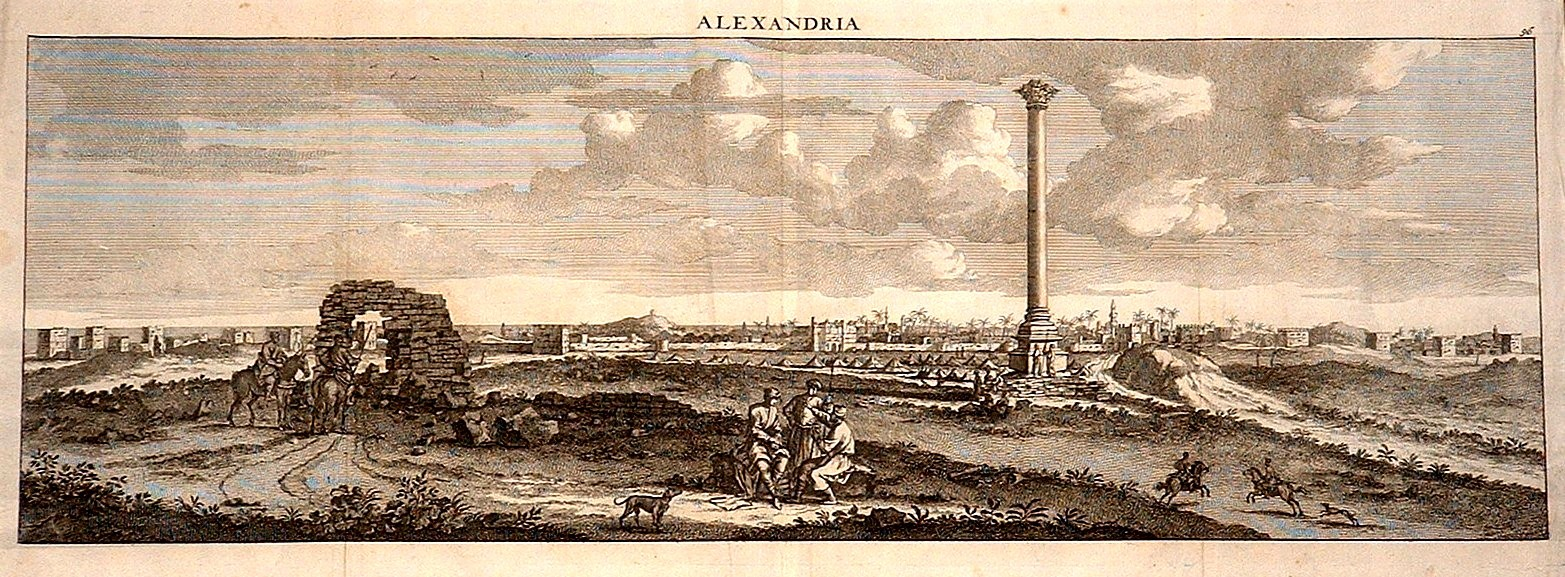
Alejandría en 1681.

### Los judíos de Alejandría
Los papiros de Elefantina nos dan información acerca de la vida de la comunidad judía asentada en la zona de Alejandría tras la toma de Jerusalén en 586 a. C. por Nabucodonosor II, aunque existen datos de asentamientos en época de Manasés. Desde los reyes lágidas, los judíos de la Diáspora se establecieron en la ciudad atraídos por el Museo, protegidos por la tolerancia del mundo pagano en materia de diversidad religiosa, y crearon un activo foco intelectual con un centro de estudios hebraicos.
Los judíos gozaban de todos los derechos civiles, como cualquier ciudadano griego, pero mantenían las prerrogativas concedidas por los reyes persas, y constituían una comunidad política independiente y autónoma, limitada solo por la subordinación a los Ptolomeos primero y a los romanos después. A su frente tenían los cargos de las comunidades de la diáspora: arcontes, que regían los asuntos administrativos y judiciales, y el archisinagogo a quien correspondía todo lo referente al culto, además de un etnarca con grandes poderes civiles que le permitían tratar con los funcionarios de Egipto o del Imperio romano. Constituyeron así un grupo étnico apartado de la población de Alejandría, con un aislamiento lingüístico, económico y cultural que les permitió conservar su identidad y religión, fieles a la ley y a las tradiciones ancestrales.
Los romanos, que antes del Imperio habían sido aliados de los judíos, les otorgaron algunos privilegios más, como la celebración del shabat. Sin embargo, el sentimiento antijudío fue alentado por los escritores griegos alejandrinos, que les acusaban de exclusivismo, grosería y deslealtad. 
Probablemente a los egipcios les irritaba la tolerancia que el imperio había otorgado a los judíos, y no faltaba entre ellos el descontento por la dominación foránea, primero griega y luego romana. Ese resentimiento se tradujo en una xenofobia que terminó por descargarse contra el pueblo hebreo. Esto, más la envidia social frente al florecimiento de esa colectividad, fue caldo de cultivo para las primeras agresiones escritas, como las de Apión, iniciador de las agitaciones antijudías que el año 38 provocaron que decenas de miles de judíos fueran asesinados. Dos personajes se enfrentaron a Apión: Flavio Josefo, que tituló una de sus obras Contra Apión, y el filósofo Filón de Alejandría, que encabezó una delegación para entrevistarse con Calígula, intentando acabar con la violencia en la ciudad. 
La negativa judía a practicar el culto oficial al Emperador, junto a las dos revueltas judías, provocó la hostilidad romana y diezmó la población judía en Alejandría (al igual que en Jerusalén), que constituía un 40% de la ciudad hasta el siglo II a. C. Las relaciones entre judíos y griegos siguieron siendo tensas y Alejandría se convirtió paulatinamente en un foco de antisemitismo. El mismo Lisímaco, director de la Biblioteca de Alejandría, fue uno de los instigadores de desórdenes contra los judíos. Aunque en los siglos siguientes Egipto fue casi siempre un lugar relativamente seguro para los judíos, Alejandría conservó su tradición antisemita y se producían brotes esporádicos antijudíos. 

### Escuela judía de Alejandría

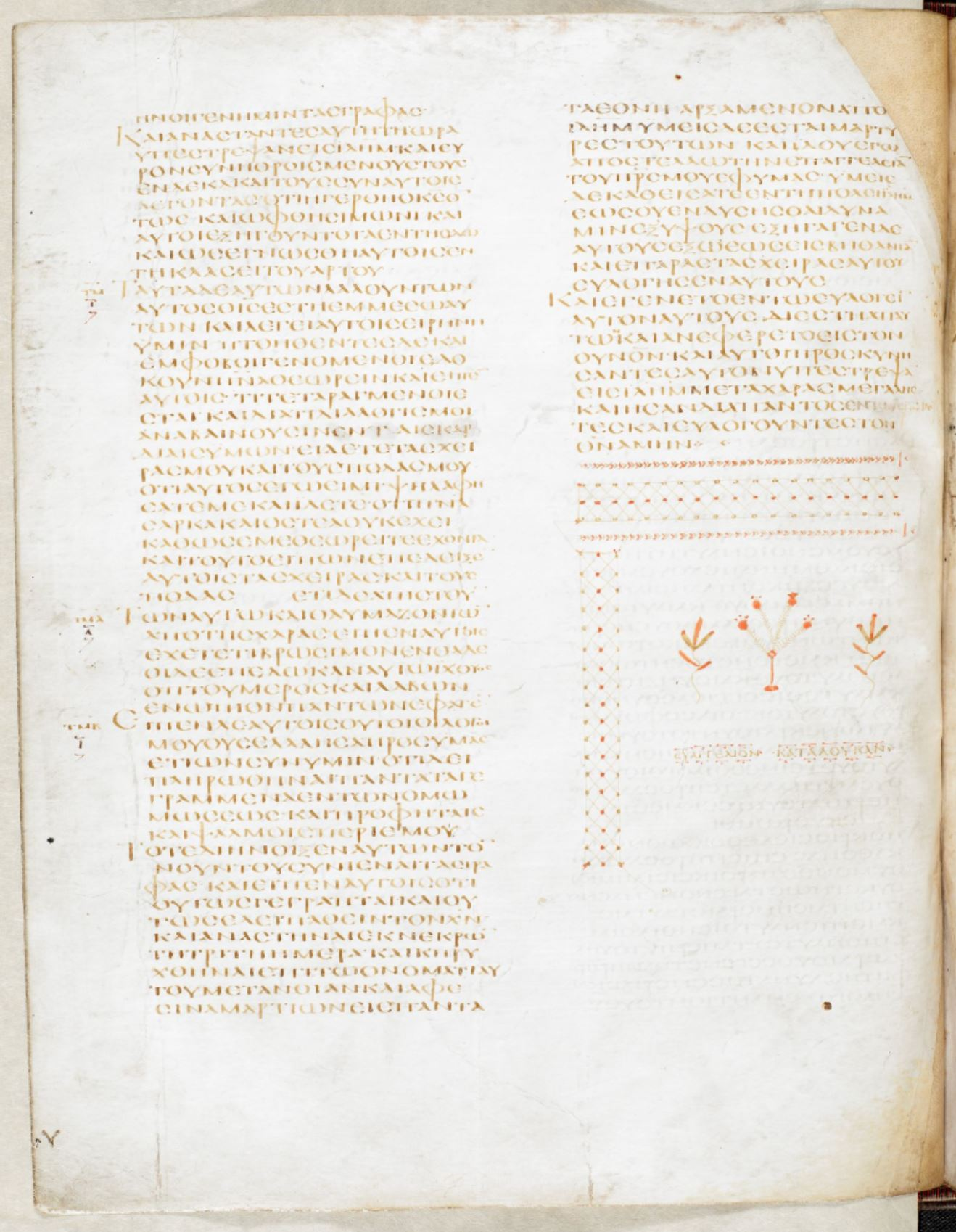
Septuaginta (Código alejandrino).

Helenizados en la época macedónica, tuvieron una gran influencia sobre sus correligionarios en la época de los seleúcidas y asmoneos. Tradujeron al griego la Biblia, la llamada versión de los setenta o Septuaginta en los siglos III y II a. C., además de producir una abundante literatura hebrea en lengua griega: epopeyas, dramas, obras moralizantes. Las más conocidas son la Carta de Aristea, los Oráculos sibilinos, el Libro de la Sabiduría de Salomón. Entre los autores conocidos, se puede citar a Eupolemo, Artipon Demetrio, Aristeo y Filón.
La que se llamó escuela judía de Alejandría está fuertemente influenciada por la filosofía griega. Al estudiar esta filosofía encuentran conceptos espirituales y morales que desean conciliar con la Ley mosaica, considerando esta ley como fuente en la que se inspiraron aquellos filósofos, especialmente Platón. El método para demostrar esta identidad fue la interpretación alegórica, ya conocida por los judíos de Palestina y muy estimada en los ambientes griegos. 
El primer representante conocido es Aristóbulo, del que sólo se sabe que era vecino de Alejandría en tiempos de Ptolomeo VI Filometer. Explica alegóricamente los pasajes bíblicos, limando las dificultades que presentan la Biblia y los mitos griegos. Filón, contemporáneo de Jesucristo, dedica su obra a unir sistemáticamente las ideas judías y griegas, y es el predecesor del neoplatonismo de Plotino y de gran parte de las ideas de los Padres de la Iglesia. 
La Escuela exegética de Alejandría, que intenta hermanar la filosofía griega y el cristianismo, se considera sucesora de la judía.
La persecución contra las religiones monoteístas emprendida por los emperadores romanos acabó con esta actividad literaria.

### Los judíos en la Alejandría delsigloXX
A principios de la década de 1940, tras siglos de convivencia relativamente pacífica como dhimmíes, los judíos comenzaron a sufrir persecuciones y atentados en todo Egipto. Tras la independencia de Israel y la subsiguiente guerra árabe-israelí de 1948,  los cerca de cien mil judíos egipcios quedaron bajo sospecha y la hostilidad contra ellos fue en aumento. La situación se agravó aún más tras la crisis de Suez: cerca de 25 000 judíos fueron expulsados y sus bienes y tierras confiscados. La mayor parte se refugiaron en la vecina Israel, aunque otros emigraron a Francia y a América. En solo unos años se extinguió la presencia milenaria de judíos en Egipto, incluidas comunidades judías antiquísimas como la de Alejandría, muy anteriores a la arabización e islamización de esas tierras.

### Conflicto
El 11 de junio de 1882, estalla en Alejandría un movimiento xenófobo que se extiende a otras ciudades del delta del Nilo y en el transcurso del cual son asesinados 200 extranjeros. El conflicto tuvo su origen en la entrada de barcos ingleses y franceses en el puerto de Alejandría para oponerse al derrocamiento del Jedive Tewfik. El 11 de julio de 1882, una escuadra británica abre fuego sobre la ciudad y la ocupa. El 13 de septiembre de 1882, Egipto es declarado protectorado británico, statu quo que se mantuvo hasta 1946.

### Alejandría en la actualidad

Actual Biblioteca alejandrina.

La Alejandría del siglo XXI es una ciudad moderna, con un trazado en cuadrícula (plan hipodámico), al estilo griego, o europeo del siglo XIX, que difiere de las laberínticas ciudades islámicas. Es un centro del comercio del algodón, principal producto agrícola del país, y con un importante núcleo de industrias textiles, químicas, de construcción mecánica y naval y centro bancario. Su aeropuerto es el segundo de Egipto, con un gran tráfico internacional.
El Plan Toshka o "New Valley", inaugurado en enero de 1997, cuya finalidad es hacer un delta alternativo paralelo al valle del Nilo que recuperará tierras del desierto, ampliará sus perspectivas de negocio. 
La comunidad internacional, por medio de la Unesco, ha financiado el Proyecto de Reconstrucción de la Antigua Biblioteca de Alejandría: la Bibliotheca Alexandrina, que tiene un centro de conferencias, un museo de las ciencias, un planetario, un centro de estudios y el Instituto Caligráfico y Museo. Ocupa un área de 85 000 m² y guarda 8 millones de libros, 100 000 manuscritos antiguos y 10 000 libros raros, además de material electrónico y audiovisual y bases de datos.

## Clima
| Parámetros climáticos promedio de Alejandría, Egipto                                                                                        | Parámetros climáticos promedio de Alejandría, Egipto | Parámetros climáticos promedio de Alejandría, Egipto | Parámetros climáticos promedio de Alejandría, Egipto | Parámetros climáticos promedio de Alejandría, Egipto | Parámetros climáticos promedio de Alejandría, Egipto | Parámetros climáticos promedio de Alejandría, Egipto | Parámetros climáticos promedio de Alejandría, Egipto | Parámetros climáticos promedio de Alejandría, Egipto | Parámetros climáticos promedio de Alejandría, Egipto | Parámetros climáticos promedio de Alejandría, Egipto | Parámetros climáticos promedio de Alejandría, Egipto | Parámetros climáticos promedio de Alejandría, Egipto | Parámetros climáticos promedio de Alejandría, Egipto |
| Mes | Ene.                                                 | Feb.                                                 | Mar.                                                 | Abr.                                                 | May.                                                 | Jun.                                                 | Jul.                                                 | Ago.                                                 | Sep.                                                 | Oct.                                                 | Nov.                                                 | Dic.                                                 | Anual                                                |
| --- | ---------------------------------------------------- | ---------------------------------------------------- | ---------------------------------------------------- | ---------------------------------------------------- | ---------------------------------------------------- | ---------------------------------------------------- | ---------------------------------------------------- | ---------------------------------------------------- | ---------------------------------------------------- | ---------------------------------------------------- | ---------------------------------------------------- | ---------------------------------------------------- | ---------------------------------------------------- |
| Temp. máx. abs. (°C) | 29.6                                                 | 33                                                   | 40                                                   | 41                                                   | 45                                                   | 43.8                                                 | 43                                                   | 38.6                                                 | 41.4                                                 | 38.2                                                 | 35.7                                                 | 31                                                   | 45                                                   |
| Temp. máx. media (°C) | 18.3                                                 | 18.6                                                 | 20.5                                                 | 24.0                                                 | 26.3                                                 | 28.6                                                 | 29.7                                                 | 30.4                                                 | 29.6                                                 | 27.4                                                 | 23.1                                                 | 20.0                                                 | 24.7                                                 |
| Temp. media (°C) | 13.4                                                 | 13.9                                                 | 15.7                                                 | 18.5                                                 | 21.2                                                 | 24.3                                                 | 25.9                                                 | 26.3                                                 | 25.1                                                 | 22.0                                                 | 18.7                                                 | 14.9                                                 | 20                                                   |
| Temp. mín. media (°C) | 9.1                                                  | 9.3                                                  | 10.8                                                 | 13.4                                                 | 16.6                                                 | 20.3                                                 | 22.8                                                 | 23.1                                                 | 21.3                                                 | 17.8                                                 | 14.3                                                 | 10.6                                                 | 15.8                                                 |
| Temp. mín. abs. (°C) | 0                                                    | 0                                                    | 2.3                                                  | 3.6                                                  | 7                                                    | 11.6                                                 | 17                                                   | 17.7                                                 | 14                                                   | 10.7                                                 | 1                                                    | 1.2                                                  | 0                                                    |
| Lluvias (mm) | 52.8                                                 | 29.2                                                 | 14.3                                                 | 3.6                                                  | 1.3                                                  | 0.01                                                 | 0.03                                                 | 0.1                                                  | 0.8                                                  | 9.4                                                  | 31.7                                                 | 52.7                                                 | 195.9                                                |
| Días de lluvias (≥ 0.01 mm) | 11                                                   | 8.9                                                  | 6                                                    | 1.9                                                  | 1.0                                                  | 0.04                                                 | 0.04                                                 | 0.04                                                 | 0.2                                                  | 2.9                                                  | 5.4                                                  | 9.5                                                  | 46.9                                                 |
| Horas de sol | 192.2                                                | 217.5                                                | 248                                                  | 273                                                  | 316.2                                                | 354                                                  | 362.7                                                | 344.1                                                | 297                                                  | 282.1                                                | 225                                                  | 195.3                                                | 3307.1                                               |
| Humedad relativa (%) | 69                                                   | 67                                                   | 67                                                   | 65                                                   | 66                                                   | 68                                                   | 71                                                   | 71                                                   | 67                                                   | 68                                                   | 68                                                   | 68                                                   | 67.92                                                |
| Fuente n.º 1: World Meteorological Organization (UN), Hong Kong Observatory for sunshine and mean temperatures, Climate Charts for humidity |                                                      |                                                      |                                                      |                                                      |                                                      |                                                      |                                                      |                                                      |                                                      |                                                      |                                                      |                                                      |                                                      |
| Fuente n.º 2: Voodoo Skies and Bing Weather for record temperatures                                                                         |                                                      |                                                      |                                                      |                                                      |                                                      |                                                      |                                                      |                                                      |                                                      |                                                      |                                                      |                                                      |                                                      |

## Vida social
Aunque por la proximidad al mar y por la presencia de comunidades numerosas de cristianos y europeos, las costumbres en el vestir resultan un poco más relajadas que en El Cairo, sigue existiendo algo de puritanismo en los espacios públicos, como la playa o los cafés, solo con presencia masculina. La oración es respetada, y el alcohol, que en Cairo resulta habitual, es raro. Con el buen tiempo, los habitantes están en la calle: bien en la corniche (20 kilómetros de paseo marítimo), bien en los cafés jugando al dominó y fumando la tradicional pipa de agua, o de compras: desde la plaza de Mohammed Alí hacia el interior, toda la ciudad es una mezcla de zoco tradicional y centro comercial moderno. Al final de la playa, el fuerte de Qaitbey, que aloja el museo naval y una mezquita cuyo minarete fue destruido por los británicos en el siglo XVIII, se ha convertido en un centro de reuniones, desde donde se contempla la ciudad y el mar y se puede tomar el té en alguna de las ventanas.
La cosmopolita y occidentalizada vida de la Alejandría de principios del siglo XX, cuando el 60% de la población la formaban coptos, griegos, armenios, judíos, británicos e italianos, desapareció a partir de la proclamación de la república y de la crisis de Suez. La emigración de la mayor parte de las comunidades griega, europea y judía acabó con el carácter más cosmopolita de la ciudad. En los últimos años han aparecido conflictos interreligiosos entre musulmanes radicales y cristianos coptos (12% de la población).
Desde el año 2004 se celebra la Feria Internacional del Libro de Alejandría, siendo la segunda más importante por número de visitantes y expositores de Egipto, hospedándose en el recinto cultural de la Bibliotheca Alexandrina.

## Patrimonio

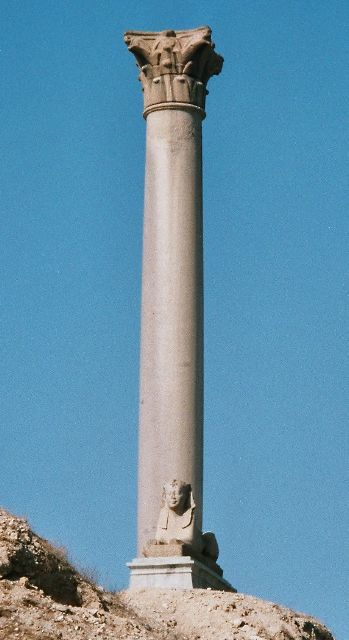
Pilar de Pompeyo.

Aquellos antiguos monumentos de que habla la historia de Alejandría desaparecieron casi todos; solo de algunos han llegado hasta nuestros días restos y ruinas desperdigados:
Época grecorromana
- El faro, monumento llevado a cabo por el segundo de los Ptolomeos y que, según cuenta la Historia, llegó a estar catalogado como una de las Siete maravillas del mundo antiguo. Recientemente se han hecho estudios submarinos y parece ser que se han encontrado bastantes vestigios de esta gran torre.
- La columna o pilar de Pompeyo que pertenecía al Serapeo o templo del dios egipcio Serapis y que se halla situada sobre un montículo en el antiguo distrito de Racotis.
- El Serapeo del que apenas queda nada sino algunos túneles, criptas y nichos y alguna columna de mármol.
- El Cesareum es uno de los monumentos desaparecidos, arrasado por las turbas de Teófilo; en su lugar está la estatua del nacionalista alejandrino Saad Zaghloul.
- La fortaleza de Qaitbey, una grandiosa fortaleza defensiva, mandada construir en el año 1480 por el sultán Qaitbey. Su atractivo radica en que está construida exactamente en el mismo lugar donde se supone que se encontraba el famoso faro.
- Las tumbas de Anfushi, descubiertas en los años 1901 y 1921.
- Las tumbas de El Shatby.
- Las catacumbas egípcias y greco-romanas de Kom el Shukafa, de los siglos I y II.
- El teatro romano y la Villa de los pájaros.
- El templo de Taposiris Magna, contemporáneo de la fundación de Alejandría. Hoy solo quedan restos de un muro exterior y un pilono.

Mezquitas, iglesias y palacios

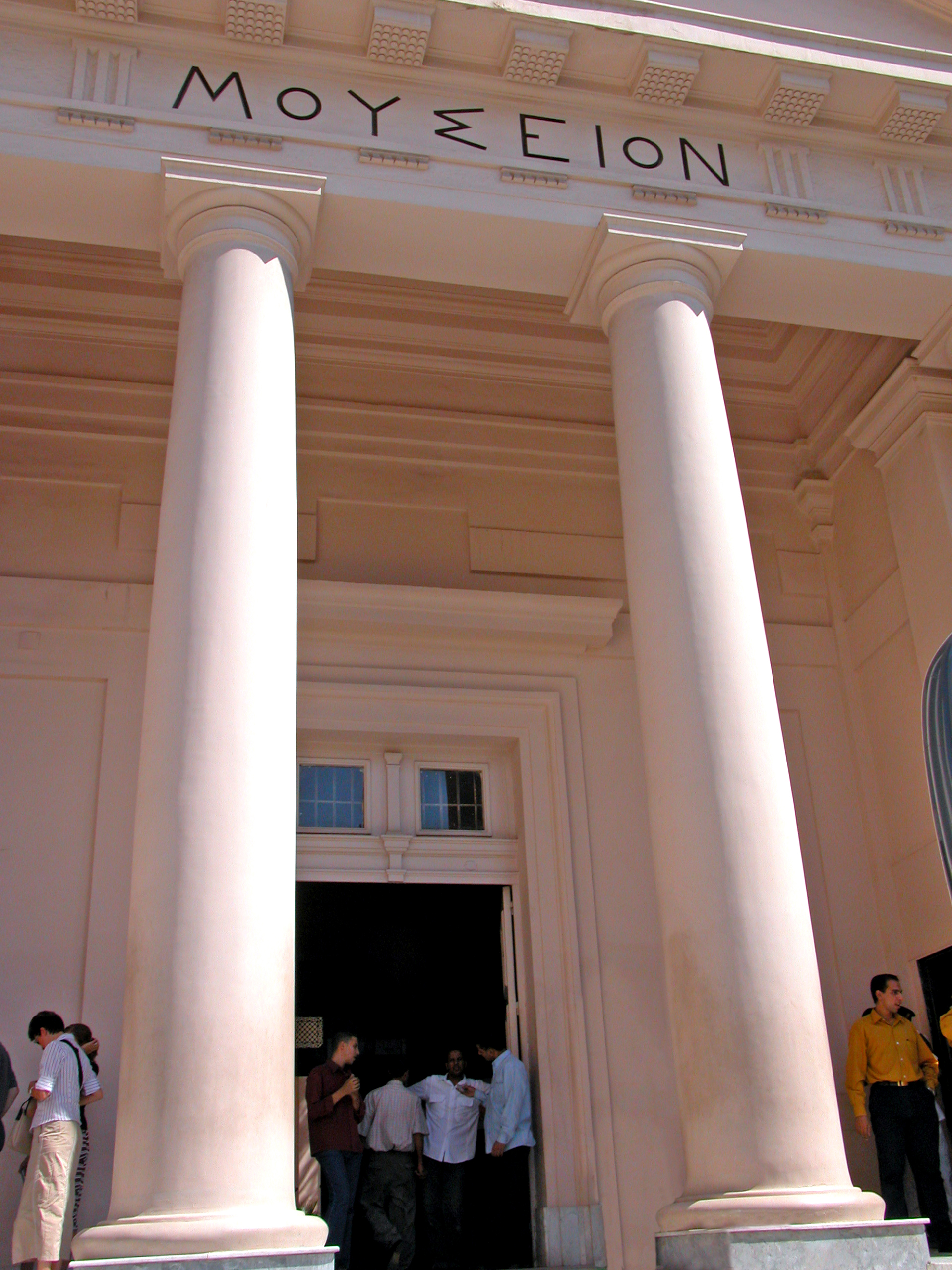
El Museo Grecorromano.

- Mezquita Terbana, construida con los restos de los monumentos grecorromanos.
- Mezquita de Abbu El Mursi.
- El Palacio Montazah, que fue residencia de verano de la familia real, mandado construir por el jedive de Egipto (virrey) (1892-1914) Abbas II. Está rodeado de unos hermosos jardines de estilo europeo.
- Catedral Ortodoxa Griega de La Anunciación.
- Iglesia Ortodoxa Griega de El Swesrian.
- Iglesia católica de Santa Catalina.
- Iglesia Copta de San Marcos.
- Sinagoga Eliyahu Hanavi.

Museos
- El Museo Grecorromano, construido en el año 1893, durante el gobierno de Abbas Helmi II. Está dedicado sobre todo al arte alejandrino.
- Museo Nacional de Alejandría, inaugurado en 2003, con arte faraónico, grecorromano, copto, árabe y del siglo XX.
- Los monumentos sumergidos. A lo largo de los años 1990, el Consejo de Antigüedades y el Instituto Europeo de Antigüedades se lanzaron a un proyecto de investigación en la zona del puerto del este, obteniendo fructuosos resultados y grandes e importantes hallazgos que dieron pie a una investigación y estudio exhaustivo del lugar y de su historia.
- Museo Kavafis, situado en la casa del poeta griego.

## Literatura
- Los Idus de Marzo de Thornton Wilder.
- El cuarteto de Alejandría de Lawrence Durrell, compuesto por cuatro libros: Justine, Balthazar, Mountolive y Clea, tiene lugar en la Alejandría de entreguerras.
- Miramar, del Premio Nobel de Literatura egipcio Naguib Mahfuz se desarrolla en la Alejandría de los años 1960.
- "No digas que fue un sueño", del español Terenci Moix (Premio Planeta 1986), desarrolla gran parte de su trama en la Alejandría del siglo I antes de Cristo, en la etapa final del reinado de Cleopatra. La obra halló continuación en El sueño de Alejandría. Tras la muerte del escritor, sus cenizas fueron esparcidas por la bahía de Alejandría y sus obras completas donadas en un acto oficial a la biblioteca de la ciudad.

| Predecesor: Madrid | Capital Mundial del Libro 2002 | Sucesor: Nueva Delhi |

## Cine
- Ágora, de Alejandro Amenábar (2009) es una película española que se desarrolla y representa fielmente a la ciudad, ambientada a partir del año 391 d. C.[16]

## Hermanamientos
- Alicante (España)
- Baltimore (Estados Unidos)
- Bratislava (Eslovaquia)
- Cleveland (Estados Unidos)
- Constanza (Rumania)
- Durban (Sudáfrica)
- Esmirna (Turquía)
- Gyumri (Armenia)
- Le Mans (Francia)
- Odesa (Ucrania)
- Shanghái (China)
- Tesalónica (Grecia)
- Yida (Arabia Saudí)
- Villahermosa (México)

| Predecesor: - | Ciudad Mediterránea 1951 | Sucesor: Barcelona |